# Fagottini (pasta)
I fagottini sono un tipo di pasta ripiena. Sono realizzati posando un piccolo cumulo di ripieno sopra un quadretto di sfoglia, di cui poi si sollevano e si riuniscono in alto i quattro angoli e si saldano i bordi stringendoli con le dita, ottenendo una sorta di stella a quattro punte. Il ripieno dei fagottini può contenere verdure, carne, formaggi, pesci e frutti di mare.